# Baccaurea microcarpa
Baccaurea microcarpa är en emblikaväxtart som först beskrevs av Airy Shaw, och fick sitt nu gällande namn av Haegens. Baccaurea microcarpa ingår i släktet Baccaurea och familjen emblikaväxter. Inga underarter finns listade i Catalogue of Life.